# 太平島燈塔
太平島燈塔是位於南沙群島鄭和群礁太平島西部南端上的燈塔。

## 沿革
中華民國因南沙群島地理位置重要，溝通太平洋及印度洋是國際交通要道，具有石油、天然氣及漁業等豐富資源，基於強化主權宣示的目的，於是規劃設置太平島燈塔。
交通部航港局鑑於南沙群島礁石林立，且大部分屬沒入水中之暗礁，難免發生航行船舶擱淺沈沒之虞，為確保該海域船舶航行安全，避免發生海難事件，造成污染海洋的生態浩劫於2015年在太平島新建燈塔。為全自動無人看守燈塔，遇故障時，能起動備用系統，以維持該燈塔正常運作，並由航港局每年定期派員巡視及維護

。